# Черен манакин
Черният манакин (Xenopipo atronitens) е вид птица от семейство Манакинови (Pipridae).

## Разпространение и местообитание
Разпространен е в Боливия, Бразилия, Венецуела, Гвиана, Колумбия, Перу, Суринам и Френска Гвиана.